# Elecciones presidenciales de Venezuela de 1884
Las elecciones presidenciales de Venezuela de 1884 fueron celebradas el 14 de abril de dicho año, resultando electo como presidente por voto del Consejo Federal el general Joaquín Crespo para el periodo constitucional de 1884-1886.

## Antecedentes
En los últimos meses antes de finalizar el periodo constitucional del presidente Guzmán, el Congreso Nacional se reúnen para designar a los miembros del Consejo Federal que se encargaría de la elección del próximo presidente para el nuevo bienio.

## Elección
Antes la elección, los principales candidatos más sonados fueron las de los generales Joaquín Crespo, Venancio Pulgar, Jacinto Fabricio Lara y la del abogado Juan Pablo Rojas Paúl. Por recomendación del presidente Antonio Guzmán Blanco el Consejo Federal elige por unanimidad de votos por la candidatura del general Crespo.
La elección del general Crespo es vista mayormente por la lealtad que este demostró al presidente Guzmán durante la Revolución Reivindicadora y su regreso al poder en 1879.

## Consecuencias
La elección no fue aceptada por Venancio Pulgar debido al favoritismo por parte de Guzmán a la elección del general Crespo. Pulgar termina rompiendo con Guzmán nuevamente y se alza contra el recién presidente Joaquín Crespo pero termina siendo derrotado, ante lo cual termina por exiliarse temporalmente a República Dominicana.